# Taslima
Taslima est un village du département et la commune rurale de Bassi, situé dans la province du Zondoma et la région du Nord au Burkina Faso.

## Géographie
Taslima – qui est un village séparé rattaché administrativement au village Guiri-Guiri située 3 km au sud bien que distincte de par sa localisation et sa taille – est situé à environ 7 km au sud-est du centre de Bassi, le chef-lieu du département, et à environ 17 km à l'est de Gourcy et de la route nationale 2 allant vers le nord-ouest du pays.
Taslima est limité à l'est par le village de Songondin, à l'ouest par Lintiba, au nord par Date et au sud par Sapela et Guiri-Guiri. Il est situé à environ 17 km de Gourcy (chef-lieu de la province).

## Histoire
Taslima est un village fondé par cheikh Ibrahim Ouedraogo vers les années 1944. Il est fortement peuplé de Mossi avec une population 100% musulmane (Le Tidjanisme). Le cheikh Ibrahim, guide religieux est en même temps chef du village. À sa mort, il est remplacé par son fils cheikh Mohamed Lamine qui sera remplacé à sa mort en 2008 par son fils cheikh Abdoul Ouahab Ouedraogo. Ce dernier est l'actuel cheikh du village. Le village est reconnu dans la province du Zondoma, dans la région du Nord et même du Burkina Faso et d'autres pays voisins du Burkina de par sa religiosité et la célébration annuelle de la naissance du prophète Mahomet. Plusieurs habitants des pays de la sous-région ouest-africaine viennent prendre part à la célébration du Mouloud à Taslima.

## Économie
En octobre 2019, le projet national d'« éco-électrification dynamique » est lancé à Taslima avec la construction d'une des cinq mini-centrales solaires photovoltaïques (d'environ 100 kW chacune) pour l'électrification de la région financé par le consortium Vergnet Burkina et Sagemcom Energy & Telecom et mis en œuvre par la Société d’infrastructures collectives (SINCO) qui propose des abonnements au réseau basse-tension pour la population.

## Santé et éducation
Alors que Taslima n'avait qu'un dispensaire isolé, la localité accueille depuis le milieu des années 2010 un centre de santé et de promotion sociale (CSPS) tandis que le centre médical se trouve à Gourcy.
Taslima est reconnu du côté éducatif à travers l'apprentissage du Coran autour du foyer (Karboko), l'école Medersan (plus tard école Franco-arabe) et l'école primaire publique d'enseignement général. Cette école primaire publique commença durant l'année scolaire 2004-2005 (CP1) dans l'une des cours du cheikh du village avec pour premier instituteur Monsieur Kindo Salifou. Une tente qui servira d'école sera construite l'année suivante (2005-2006), puis un bâtiment de trois classes l'année suivante. L'école Franco-arabe et l'école primaire publique se situent à l'ouest du village.